# Kinga Gawlas
Kinga Gawlas (* 15. Oktober 1989) ist eine ehemalige polnische Naturbahnrodlerin. Sie gewann 2007 die Bronzemedaille bei der Junioreneuropameisterschaft, wurde zweifache Polnische Meisterin und erreichte 13 Top-10-Resultate im Weltcup, ehe sie nach einer Verletzung im Februar 2008 ihre Karriere beendete.

## Karriere
Gawlas gab als 15-Jährige am 18. Dezember 2004 im Auftaktrennen der Saison 2004/2005 in Longiarü ihr Debüt im Weltcup. Sie beendete das Rennen an zwölfter Position. Zu ihrem nächsten Weltcupeinsatz kam sie erst am Ende des Winters beim Saisonfinale in Olang, wo sie Elfte wurde und damit im Gesamtweltcup den 19. Platz belegte. Bei der Junioreneuropameisterschaft 2005 in Kandalakscha erzielte sie nach einem Fehler im dritten Lauf nur den 16. und letzten Platz.
Ab der Saison 2005/2006 startete Gawlas in allen Weltcuprennen. Nachdem sie in den ersten drei Rennen noch nicht unter die besten zehn gekommen war, erzielte sie in den letzten drei Rennen einen neunten und zwei zehnte Plätze, womit sie im Gesamtweltcup als beste Polin den neunten Platz erreichte. Im nächsten Winter fuhr sie sogar in allen sechs Weltcuprennen unter die schnellsten zehn und erreichte als bestes Ergebnis einen sechsten Platz im fünften Rennen in Moos in Passeier. Dennoch konnte sie sich im Gesamtweltcup nicht verbessern und erzielte wiederum als beste Polin erneut den neunten Gesamtrang. Bei der Europameisterschaft 2006 in Umhausen belegte Gawlas den 13. Platz und drei Wochen später wurde sie bei der Juniorenweltmeisterschaft 2006 in Garmisch-Partenkirchen Siebente. Bei der Weltmeisterschaft 2007 in Grande Prairie fuhr Kinga auf Platz sieben und erreichte damit das bisher beste Ergebnis einer Polin bei Naturbahnrodel-Weltmeisterschaften. Sie startete auch im Mannschaftswettbewerb, wo sie zusammen mit Adam Jędrzejko, Andrzej Laszczak und Damian Waniczek den fünften Platz belegte. Eine Woche danach gewann die damals 17-Jährige hinter der Österreicherin Melanie Batkowski und der Italienerin Tamara Schwarz die Bronzemedaille bei der Junioreneuropameisterschaft 2007 in St. Sebastian. Zudem wurde sie in den Jahren 2006 und 2007 Polnische Meisterin.
In den ersten vier Weltcuprennen der Saison 2007/2008 fuhr Gawlas erneut unter die besten zehn und wiederholte mit Platz sechs in Latsch ihr bis dahin bestes Ergebnis. Dieses Rennen blieb jedoch ihr letztes, denn im Training der Juniorenweltmeisterschaft 2008 in Latsch stürzte die Polin schwer. Sie zog sich einen Beinbruch zu und nahm danach an keinen Wettkämpfen mehr teil.

## Sportliche Erfolge

### Weltmeisterschaften
- Grande Prairie 2007: 7. Einsitzer, 5. Mannschaft

### Europameisterschaften
- Umhausen 2006: 13. Einsitzer

### Juniorenweltmeisterschaften
- Garmisch-Partenkirchen 2006: 7. Einsitzer

### Junioreneuropameisterschaften
- Kandalakscha 2005: 16. Einsitzer
- St. Sebastian 2007: 3. Einsitzer

### Weltcup
- 2× 9. Platz im Einsitzer-Gesamtweltcup in den Saisonen 2005/2006 und 2006/2007
- 13 Top-10-Platzierungen in Weltcuprennen

### Polnische Meisterschaften
- Polnische Meisterin im Einsitzer 2006 und 2007